# San Jose (Nueva Ecija)
Pour les articles homonymes, voir San Jose.
San Jose est une localité de la province de Nueva Ecija, aux Philippines. En 2015, elle compte 139 738 habitants.